# Your Diary
Your Diary (ユアダイアリー) est un visual novel japonais pour adultes développé par Cube. Il a été initialement publié le 30 septembre 2011 sur Windows. Il sera ensuite sorti sur PlayStation Portable par Alchemist Company sans le contenu érotique. L'histoire tourne autour de Tomoki Nagamine, qui a des sentiments pour un senpai (élève d'une classe supérieure) nommé Sayuki Ayase. Lors de la réception d'un journal du gestionnaire de bibliothèque, il est informé par Yua que tous ses souvenirs les plus heureux seront enregistrés dans le journal.